# 米哈乌·安东涅维奇
米哈乌·安东涅维奇（波蘭語：Michał Antoniewicz，1897年7月7日—1989年12月1日），波兰男子马术运动员。他曾代表波兰参加1928年夏季奥林匹克运动会马术比赛，获得一枚银牌和一枚铜牌。